# Кирова (Волгоградская область)
Кирова — посёлок в Светлоярском районе Волгоградской области, административный центр Кировского сельского поселения.

## Физико-географическая характеристика
Посёлок расположен в степи на южной кромке Приволжской возвышенности, являющейся Восточно-Европейской равнины, при Чапурниковской балке, на высоте 23 метра над уровнем моря. Близ посёлка проходит Волго-Донской судоходный канал. Рельеф местности — холмисто-равнинный. К северу от посёлка — искусственные лесонасаждения, в Чапурниковской балке — дубрава. Почвенный покров комплексный: распространены светло-каштановые почвы и солонцы (автоморфные).
Географическое положение
По автомобильным дорогам расстояние до областного центра города Волгограда (до центра города) составляет 35 км, до районного центра посёлка Светлый Яр — 29 км.
Климат
Климат континентальный, засушливый, с жарким летом и относительно холодной и малоснежной зимой (согласно классификации климатов Кёппена — Dfa). Среднегодовая температура воздуха положительная и составляет + 8,6 °C. Средняя температура самого холодного января −7,1 °С, самого жаркого месяца июля +24,6 °С. Многолетняя норма осадков — 370 мм. В течение года количество осадков распределено относительно равномерно: наименьшее количество осадков выпадает в марте (23 мм) и октябре (22 мм), наибольшее количество — в июне (37 мм) и декабре (38 мм).

## История
Посёлок Кирова известен с начала 1930-х годов как центральная усадьба колхоза имени Кирова. На тот момент в составе Мало-Чапурниковского сельского совета. В 1951 году включён в состав Ивановского сельсовета. Решением Сталинградского облисполкома от 10 июня 1954 года № 14/758 Ивановский сельсовет переименован в Кировский, центром сельсовета стала центральная усадьба колхоза им. Кирова. Как посёлок Кирова известен с начала 1970-х

## Население
| 1987  | 2002 |
| ----- | ---- |
| ≈1900 | 2395 |

| 2010 |
| ---- |
| 2616 |

## Инфраструктура
Развитое сельское хозяйство. Личное подсобное хозяйство.

## Транспорт
Через посёлок проходит региональная автодорога «Западный объезд Волгограда».